# لون (توف)
لون (به زبان مغولی: Лүн сум، [Lün sum]؛ ᠯᠦᠩ ᠰᠤᠮᠤ، [lüŋ sumu]) یک شهرستان (سُوم) در مغولستان است که در استان توف واقع شده‌است.

## تقسیمات اداری
شهرستان لون متشکل از ۳ قصبه (باغ) می‌باشد، شامل:
- اوگومور (مغولی: Өгөөмөр баг، [Ögöömör bag]؛ ᠥᠭᠭᠢᠶᠡᠮᠦᠷ ᠪᠠᠭ، [öggiyemür baɣ])
- توف (مغولی: Төв баг، [Töv bag]؛ ᠲᠥᠪ ᠪᠠᠭ، [töb baɣ])
- چاغان‌اُول (مغولی: Цагаан-Уул баг، [Cagaan-Uul bag]؛ ᠴᠠᠭᠠᠨ ᠠᠭᠤᠯᠠ ᠪᠠᠭ، [čaɣan aɣula baɣ])